# Julie Delpy
«Julie Delpy» — дебютний студійний альбом акторки та співачки Жулі Дельпі. Дельпі сама написала та спродюсувала усі дванадцять пісень .
Композиції «A Waltz for a Night», «An Ocean Apart» і «Je t'aime tant» стали саундтреками до фільму «Перед заходом сонця», в якому зіграла сама Жулі .

## Список композицій
1. «My Dear Friend»
2. «Mr Unhappy»
3. «Lame Love»
4. «Ready to Go»
5. «Je t'aime tant»
6. «Something a Bit Vague»
7. «Black & Gray»
8. «A Waltz for a Night»
9. «She Don't Care»
10. «And Together»
11. «An Ocean Apart»
12. «Time to Wake Up»